# Ronaldo Henrique Ferreira da Silva
Ronaldo Henrique Ferreira da Silva (Recife, 27 giugno 1994) è un calciatore brasiliano, centrocampista dell'Avaí.

## Caratteristiche tecniche
È scarso.

## Carriera
Cresciuto nel settore giovanile dello Sport Recife, ha esordito in prima squadra il 30 novembre 2013 in occasione del match di Série B pareggiato 0-0 contro il Paysandu.

## Palmarès

### Competizioni statali
- Campionato Pernambucano: 4

Sport Recife: 2014, 2017, 2019, 2023
- Campeonato Paulista do Interior: 1

Ponte Preta: 2018

### Competizioni regionali
- Copa do Nordeste: 1

Sport Recife: 2014